# آدم مايفيلد
آدم مايفيلد (بالإنجليزية: Adam Mayfield)‏ هو ممثل أمريكي، ولد في 2 أغسطس 1976 بهيوستن في الولايات المتحدة.

## وصلات خارجية
- آدم مايفيلد على موقع IMDb (الإنجليزية)
- آدم مايفيلد على موقع قاعدة بيانات الفيلم (الإنجليزية)